# Nathanael Lukoki
Nathanael Kiviengele Lukoki (* 10. Februar 1995) ist ein deutscher Berufsboxer im Weltergewicht.

## Leben
Nathanael Lukoki wurde am 10. Februar 1995 in Neunkirchen als Sohn von Iveth und Zephirene Lukoki geboren und verbrachte seine Jugend in Erftstadt. Seine Eltern sind Einwanderer aus Angola (Mutter) und der demokratischen Republik Kongo (Vater). Nathanaels jüngere Geschwister heißen Asnathe und Metouchela.
Er besuchte in Erftstadt die Nordschule Lechenich, danach wechselte er auf die Theodor-Heuss-Schule, ebenfalls in Erftstadt. Er schloss mit dem Abitur an der Alfred-Müller-Armack-Fachoberschule ab. Anschließend absolvierte er in Köln eine Lehre zum Hotelfachmann. Seinen beruflichen Einstieg fand er im Integrationsfachdienst für behinderte Menschen in Köln. Lukoki wuchs im christlichen Glauben auf. Er arbeitete als Jugendleiter in der Freien Evangelischen Gemeinde in Brühl.
Im Juli 2021 heiratete er seine langjährige Freundin Alina. Das Paar lebt in Berlin.
Lukoki ist der Cousin von Ismail Jakobs, linker Abwehrspieler beim Galatasaray Instanbul.

## Sportliche Karriere

### Amateurkarriere
Mitte 2009 fand der Erftstädter den Einstieg in den Boxsport im Gym des ehemaligen Profis Jerry Elliott (IBF-Interconti- und WBC-International Champ). Weil er an Wettkämpfen teilnehmen wollte, wechselte er 2010 zum SC Colonia 06 Köln, da Eliots Gym nicht dem Deutschen Boxsport-Verband angehörte und somit keinen Zugang zu Veranstaltungen unter dem Dach des DBVs erhielt. Bei Colonia 06, Deutschlands ältestem Boxverein, waren die Bundestrainer Lukas Wilaschek und Gregory Tolkewitz für ihn verantwortlich. In kurzer Zeit gehörte er zum Team der Colonia-Oberligastaffel. Später boxte er für Weser Boxring Bremerhaven in der Bundesliga.
Performance Indikatoren als Amateur: 74 Kämpfe, dreimal Platz 5 auf DM, viermal NRW-Meister, Einsätze in der National- und NRW-Staffel. Bundes- und Oberligaboxer.
Sein persönliches Highlight ist der NRW-Titel 2016.

### Profikarriere
Anfang 2020 startete er als Halbprofi mit Ergün Sanli als Manager. Sein erstes Gefecht bestritt er im September 2020 auf einem Event des Fördervereins Düsseldorfer Box Vereine in der Classic Remise in Düsseldorf. In dem Vier-Runder schlug er den Kölner Mohamad Naji Kharita einstimmig nach Punkten.
Bereits in seinem vierten Kampf wurde er durch einen einstimmigen Punktsieg über den Hamburger Said Rahimi Deutscher Meister des Bunds Deutscher Berufsboxer (BDB). Während des Kampfes brach er sich die Hand.
AGON SPORTS & EVENTS CEO Ingo Volckmann wurde auf den Weltergewichtler aufmerksam und lud ihn zum Sparringsboxen ins AGON Gym nach Berlin ein. Lukoki überzeugte durch exzellente Leistungen. Nach einem erfolgreichen Tryout gegen den Franzosen Batoura Guirassy nahm ihn der Berliner Boxstall unter Vertrag.
Stand Juni 2023 bestritt Lukoki neun Kämpfe. Er gewann sie alle. Lukoki ist ein technisch versierter Normalausleger. Gemeinsam mit seinem Coach Franquis Aldama und AGONs „Spielertrainer“ Jack Culcay verbesserte er seine Athletik. In seinem neuen Team ist er zu einem kompletten Boxer gereift.

### Trivia
Wegen seines Glaubens trägt Lukoki den Kampfnamen „Son of God“. Die auf seiner Brust tätowierten Zahlen 3 – 7 – 4 haben, wie vielfach vermutet, keinen religiösen Bezug. Sie sind die letzten 3 Ziffern der Postleitzahl von Erftstadt.